# سیدل ریور (نیوجرسی)
سیدل ریور (به انگلیسی: Saddle River) شهری در ایالت نیوجرسی کشور ایالات متحده آمریکا است که جمعیت آن در سرشماری سال ۲۰۱۰ میلادی، ۳٬۱۵۲ نفر بوده‌است.